# Wasted Youth
Gli Wasted Youth furono un gruppo crossover thrash statunitense, originario di Los Angeles e in attività nei primi anni ottanta. Sulle orme dei Black Flag e dei Circle Jerks, furono tra i gruppi più in vista del punk californiano.

## Storia
Nella loro musica si distinsero per aver ridotto al minimo gli accorgimenti più tradizionali di basso e chitarra, per i giri di batteria serrati di Allen Stiritz e per le urla del cantante Danny Spira. Il loro primo album in studio, Reagan's In, è considerato un classico dell'hardcore punk californiano; contiene 10 canzoni, dura meno di 15 minuti ed è famoso per la copertina che raffigura l'ex presidente degli Stati Uniti Ronald Reagan, disegnata da Pushead Lamort. Gli album successivi si accostarono un po' di più all'heavy metal, soprattutto Black Daze.
A Los Angeles gli Wasted Youth ebbero successo al pari di altri gruppi punk di quel periodo, come The Adolescents, T.S.O.L., Social Distortion, Bad Religion, Agent Orange, The Stains.
Molti ex-componenti entrarono a far parte del gruppo industrial Savage Republic. Joey Castillo divenne batterista prima dei Danzig e poi dei Queens of the Stone Age; invece Dave Kushner, chitarrista per Black Daze, dal 2002 suona nei Velvet Revolver.

## Formazione

### Principale
- Danny Spira - voce
- Dave Kushner - chitarra
- Chett Lehrer - chitarra
- Jeff Long - basso
- Joey Castillo - batteria

### Altri componenti
- Allen Stiritz - batteria

## Discografia

### Album in studio
- 1981 - Reagan's In
- 1986 - Get Out of My Yard
- 1988 - Black Daze